# 龙泉乡 (会理县)
龙泉乡，是中华人民共和国四川省凉山彝族自治州会理市曾经下辖的一个乡。

## 行政区划
龙泉乡撤销前下辖以下地区：
龙泉村、笆笆村、新马村、龙肘村和大水村。